# Black Swan Green
Black Swan Green (sau "Omul de ianuarie" in limba română), este o carte scrisă de scriitorul englez David Mitchell și publicată în 2006. Romanul a fost distins cu American Library Association Alex Award (2007), finalist la Costa Novel Award (2006) și la Los Angeles Time Book Prize (2006), nominalizat la Booker Prize (2006), ales de revista Time între cele mai bune zece titluri ale anului 2006 și menționat pe listele celor mai bune cărți ale anului 2006 de: New York Times, Washington Post Book World, The Christian Science Monitor, Rocky Mountain News, Kirkus Reviews. Criticii îl consideră: "De veghe în lanul de secară al literaturii engleze".

## Prezentare generală
Romanul (povestit la persoana I) urmărește un an (din ianuarie 1982 până în ianuarie 1983) din viața lui Jason Taylor, un băiat de treisprezece ani dintr-un sat situat în Worcestershire (Black Swan Green).Acesta se maturizează sub auspiciile certurilor de acasă, al bătăilor de la școala, al batjocurei copiilor.Este vremea lui Margaret Thatcher (prim ministrul Marii Britanii), a muzicii celor de la Duran Duran, a taberelor de țigani nomazi, în perioada în care Războiul Malvinelor era în toi ,iar umbra Războiului Rece bântuie peste Europa.Este o lume dură și derutantă pentru un băiat contemplativ și sensibil care publică poeme sub pseudonim (Eliot Bolivar).Evenimente ca prima dezamăgire când fata de care se îndrăgostește (Dawn Madden) îi întoarce spatele, primul sărut cu o fată (Holly Deblin), încercarea de a intra în banda satului ("Nălucile"), persecuția de la școală pentru că este bâlbâit, sfaturile unei bătrâne belgiene, culpa morală resimțită când provoacă fără intenție și indirect un accident grav, prietenia cu niște țigani, divorțul părinților și multe altele, îi schimbă perspectiva asupra lumii și chiar viața.
Romanul are 13 capitole și este unul ciclic (primul și ultimul capitol au același titlu - "Omul de ianuarie").